# Ploník obecný
Ploník obecný (Polytrichum commune Hedw.) patří mezi běžnější mechy na území Česka.

## Znaky

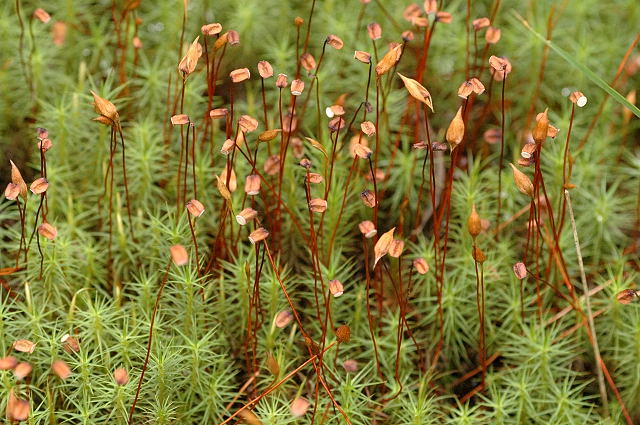
Obr. č. 1 – Ploník obecný (štěty s tobolkami)

Ploník obecný je největší druh našeho mechu, který tvoří tmavě nebo světle zelené porosty. Jeho růst je přímý a vrcholoplodý. Lodyžky bez plsti se prakticky nevětví. Mají, oproti jiným rodům mechů, již složitější anatomii a jsou vysoké 20 až 40 cm, v dobrých podmínkách až 50 cm. Šroubovicovitě uspořádané lístky, které se za vlhka staví do polohy téměř kolmé na lodyžku a za sucha spíše do polohy vzpřímené, jsou čárkovitě kopinaté a až 12 mm dlouhé. Barvu mají tmavě zelenou, často s hnědou šídlovitou špičkou.
Sporofyt: Štět vybíhající z lodyžky má ploník obecný načervenalý, což slouží jako jeden z dobrých rozpoznávacích znaků od podobného P. ohioense, který má naopak žlutavý štět a dlouze zobánkaté víčko tobolky. Tobolka je dosti velká a dokonale vyvinutá do ostře hranatého tvaru (čtyřhranná až šestihranná) s terčovitým, zřetelně odděleným krkem. Z počátku je postavení tobolky na štětu přímé, později se stáčí až do vodorovné polohy. Výtrusy ploníku obecného dozrávají v období od jara do léta.

## Anatomie

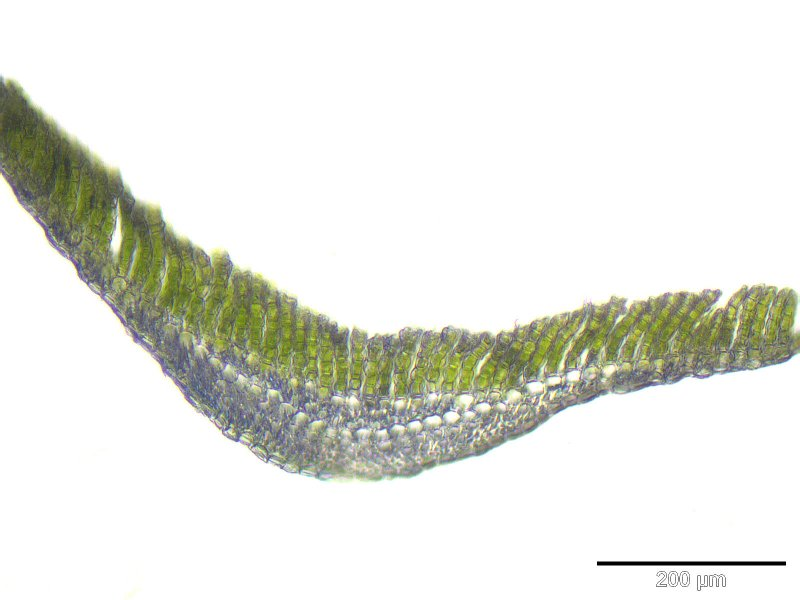
Obr. č. 2 – Ploník obecný (příčný řez lístkem)

Stélku ploníků můžeme označit za stélku pletivnou, která již obsahuje primitivní pletiva různého druhu. Tělo se dělí na části rhizoid, kauloid a fyloid. Rhizoidy jsou příchytná vlákna mechů, která drží rostlinku v substrátu a u ploníků zároveň sají vodu s živinami. Asimiláty a látky přijaté rhizoidy jsou, pomocí primitivních vodivých pletiv (tvořena buňkami nazývající se hydroidy a leptoidy), rozvedeny do ostatních částí těla.
Kauloid je lodyžka mechu vedoucí ve svém středu vodivá pletiva a nesoucí fyloidy (lístky). Na vnitřní straně lístků jsou vyvinuty lišty asimilačního pletiva, postavené kolmo k jeho ploše a sestávající z 5 až 9 buněk. Koncové buňky lišten jsou u ploníku obecného půlměsíčitě vykrojené, nahnědlé, s relativně silnou buněčnou stěnou. Hlavně jejich tvar pak slouží jako další dobrý rozpoznávací prostředek od ostatních druhů ploníků. Asimilační pletivo má funkci asimilační, vstřebávací a vodivou. Mezi řadami lamel dochází ke vstřebání vzdušné vlhkosti a koncové buňky tak obsahují vláhu a ochraňují buňky fotosyntetické.
Pletivo zajišťující fotosyntézu je u ploníku tvořeno několika vrstvami buněk, na rozdíl od většiny ostatních mechů, kde je fotosyntéza zajišťována jen vrstvou jedinou.
Široká oblast žebra lístku představuje několik vodorovných řad buněk probíhajících jeho středem po celé délce. Do stran se postupně zužuje až k jedné vrstvě buněk, která tvoří vlastní plochu lístku. Buňky čepele mají čtvercový až obdélníkový tvar. (viz obr. č. 2).

## Výskyt

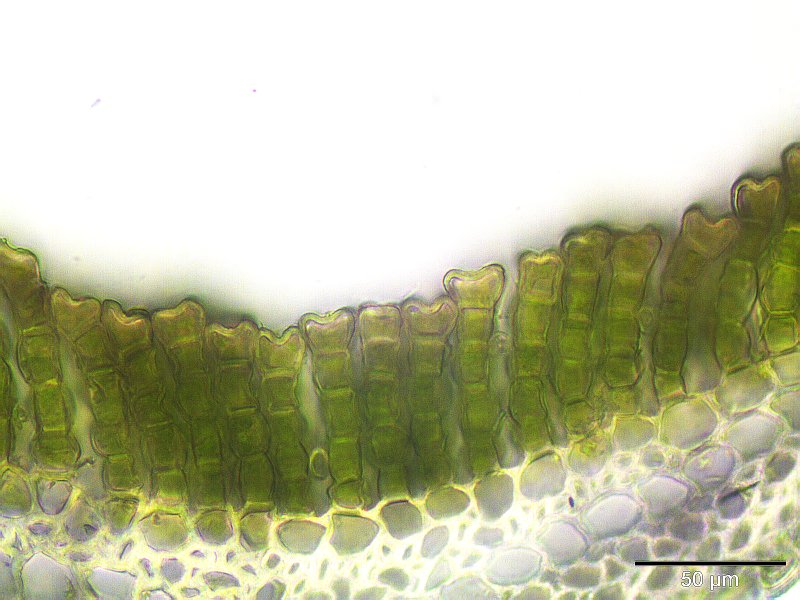
Obr. č. 3 – Ploník obecný (detail asimilačních lišten)

### Variety
Ploník obecný se vyskytuje v několika varietách:
- Polytrichum commune var. commune
- Polytrichum commune var. jensenii
- Polytrichum commune var. perigoniale
- Polytrichum commune var. swartzii

Ploník obecný je téměř kosmopolitním druhem, vyskytující se od nížin až do horstev alpského systému, kde je však vázán na kyselé půdy vlhkých lesů a rašelinišť. Je polostinným druhem a výjimečně jej lze najít i v příkopech se stojící vodou, půdních proláklinách a ve vlhkých dírách po smrkových vývratech. Na suchých místech se vyskytuje menší P. commune var. perigoniale.
V severním Německu se v záplavových oblastech vyskytuje šedohnědě plstnatá forma se snadno odpadávajícími lístky. Na březích franských jezer (Bavorsko - Franky) pak můžeme najít P. commune var. swartzii, která má kratší krychlovitou tobolku a odlišně utvářené koncové buňky lišten.

## Možnost záměny
Tento druh je velmi mnohotvárný. Ve sterilním stavu je např. P. commune var. perigoniale snadno zaměnitelná za jiné druhy rodu Polytrichum.
Podobně vyhlížející sterilní formy druhu ploník ztenčený (Polytrichum formosum) lze bezpečně odlišit jen dle různého tvaru koncových buněk asimilačních lišten. K tomu je třeba mikroskopického preparátu příčného průřezu lístkem, kde je rozdíl jasně rozeznatelný, a z tohoto důvodu jsou tyto dva druhy často zaměňovány i v různých učebních textech a knihách.